# François Antoine Bonnet
Pour les articles homonymes, voir Bonnet.
François Antoine Bonnet de Démouville, né le 22 août 1749 à Démouville Calvados, mort le 13 octobre 1801 à Caen, est un général de brigade de la Révolution française.

## Avant la Révolution
Descendant d'une ancienne famille noble normande originaire de la vallée d'Auge, il est élève à l'école royale militaire (preuves MS FR 32064), comme deux de ses jeunes frères. Son frère aîné, capitaine au régiment de Médoc, chevalier de Saint-Louis, est vétéran des guerres d'Amérique; il rejoindra l'armée de Condé. Son cousin Pierre Louis Bonnet de Meautry, ancien chevau-léger du roi à Versailles, sera élu maire de Caen ainsi qu'à l'Assemblée législative, puis à la Convention pour le département du Calvados. Son grand oncle, Georges-François Bonnet de la Tour, fut page de la grande écurie à Versailles sous Louis XIV (preuves Cab 53, FR 32102/8). Sa tante fut dame de Saint-Cyr et sa sœur demoiselle de la maison royale de Saint-Cyr (preuves FR 32133, Vol. 308).
Lieutenant en second à l'École du génie de Mézières en 1768-1769, il est reçu ingénieur ordinaire en 1770, puis capitaine en 1777. Il est chevalier de l'Ordre de Saint Lazare et de Notre-Dame du Mont Carmel. Ses affectations successives, sont Metz en 1770-1771, Landrecies en 1772-1773, Le Quesnoy en 1774, Le Havre et les côtes en 1775-1776, Thionville, Granville, le camp de Saint-Sauveur-le-Vicomte et les grands travaux de Cherbourg de 1780 à 1783, Brest de 1784 à 1788, puis de nouveau Cherbourg et Caen en 1790-1791.
Lors de la construction de la jetée de Cherbourg décidée par Louis XVI, Louis Alexandre de Cessart, ingénieur chargé de la construction de l'ouvrage, avait imaginé former la digue avec quatre-vingt-dix cônes flottants. L'officier du corps du génie Bonnet de Démouville rédige un mémoire pour combattre l'emploi de caisses coniques et démontrer l'avantage qu'il y aurait à construire la digue avec des pierres perdues. Sa démonstration venait à l'appui du système proposé par Louis de la Couldre de la  Bretonnière, Capitaine des vaisseaux du Roi, qui proposait de couler pour former le noyau de la digue des carcasses de vieux navires remplies de maçonneries brutes. C'est l'idée des cônes présentant un caractère grandiose et extraordinaire  qui fut d'abord accueillie  en 1784 avec enthousiasme par le duc de Castries, avant d'être abandonnée en 1788 pour des raisons techniques et financières. En quatre ans, vingt et un cônes seulement sur quatre-vingt-dix furent installés pour une opération qui coûta 28 millions de livres. le bois perdu dans l'opération aurait permis la construction de 20 bonnes frégates selon les rapports de l'époque. L'événement devait donner raison à La Bretonnière et à Bonnet de Démouville. On revint au système de digues construites à pierres perdues,.
Au commencement de la Révolution, il est appelé par le peuple à la place de colonel de la garde nationale de Caen, le ministre lui confirme le consentement du Roi à cette nomination. C'est un homme cultivé qui se fait remarquer par ses études scientifiques. Les Archives de la Guerre conservent un Mémoire sur la manière d'aménager l'estuaire de l'Orne. Membre de plusieurs sociétés savantes, il participe également aux travaux de l'Académie des belles-lettres de Caen. Il adresse à Necker un mémoire sur la province de Normandie, pour l'ériger en province d'État.

## Sous la Révolution française
Envoyé à Perpignan, le capitaine du génie Bonnet, ci-devant noble de Normandie, y trouve un vieux guerrier, normand lui aussi : le général Dagobert de Fontenille qui comme lui avait un frère émigré.
Dagobert qui a pris le commandement de l'armée des Pyrénées met à profit les qualités d'organisateur de Bonnet dont l'avancement est rapide, passant de capitaine à général en deux ans. Il est probable qu'il doive sa nomination à Carnot, comme lui officier du génie et ancien élève de l'école du génie de Mézières, qui commençait alors son œuvre de réorganisation des armées.
Adjudant général le 6 septembre 1793, chef d'état-major de la division Charlet à Puycerda. Il est promu général de brigade par les représentants du peuples, Milhaud et Soubrany, le 28 mars 1794, et chef d'état-major de la division Cerdagne, commandant le camp d'instruction des bataillons de réquisition de Carcassonne en mai 1794, il passe à la division Pérignon. Confirmé dans son grade en 1795 par le comité de salut public, il est commandant provisoire à Narbonne et sur les côtes en novembre 1795, puis commandant la 1re subdivision militaire à Perpignan, et enfin commandant à Albi des troupes réparties dans les départements du Tarn, de l'Aveyron et de la Lozère.
Tureau dit de Bonnet : « C'est un zélé patriote, un officier du génie très instruit dont la présence est très utile à l'armée par les connaissances parfaites qu'il a acquises du pays. »
Dagobert vantait les connaissances et les talents de ce dernier : « ce n'est pas un muscadin, c'est un bon militaire et connu dans l'armée. » Bonnet fut très lié avec lui et le défendra dans les mauvais jours. 

## Fin de carrière
Sa carrière militaire active est pratiquement terminée en mai 1794 et correspond d'ailleurs avec la mort du général Dagobert.
En décembre 1795, une lettre lui laisse entendre qu'il a été calomnié dans « le no 144 du Bonhomme Richard », il semble obligé de se défendre.
En octobre 1796, une lettre parvient aux bureaux de la police générale et aux services du Directoire qui l'accuse de protéger les ennemis intérieurs de la République : « tout criminel réclamé par ses ennemis est sauvé… »
En septembre 1797, lui fut notifié sa cessation d'emploi et son admission au traitement de réforme. À Louis Bernard de Saint-Affrique, membre du Conseil des Anciens qui se renseigne, le ministre de la Guerre répond : « Je ne puis vous donner aucun renseignement sur les motifs qui ont déterminé la réforme de cet officier général : l'arrêté du directoire exécutif qui l'a prononcé, n'en énonce point les causes et je n'ai été chargé que de son exécution. »
Réformé le 7 décembre 1797, le général se retire au château de Démouville, puis à Caen, ou il meurt le 13 octobre 1801.
- Armes : « d'argent à la fasce de gueules chargée de trois besans du champ, accompagnée de trois bonnets à l'antique d'azur, posés deux en chef et un en pointe »

## Sources
- Archives de Vincennes.(dossier du nom).
- Archives nationales - (preuves Ms FR 32.064) (25). Gallica - Bibliothèque nationale de France.
- Régis Valette - (éditions 1989 - 2002 - 2007) - Catalogue de la Noblesse française.
- Armorial de l'ANF (recueil des preuves d'admission).
- Stéphane Geoffray - Répertoires des preuves de noblesse pour les Écoles royales militaires.
- François Bluche - les cahiers nobles - Les pages de la Grande écurie - T1.
- J. de la Trollière et R. de Montfort Paris 1953 - Les Chevau-légers de la Garde du Roi.
- Alain Pigeard - Les Étoiles de Napoléon - (éd. Quatuor 1996 - page 241).
- Arthur Chuquet - Paris 1913 - Le Général Dagobert.(plusieurs notes pages 327, 346, 362, 363, 370, 399, 402, 454).
- D. Robinet - A. Robert - J. le Chaplain - Dictionnaire historique et biographique de la Révolution et de l'Empire (1789-1815).
- H.M. de Langle, J.L. de Tréourret de Kerstrat - Les Ordres de Saint-Lazare de Jérusalem et de N.D. du Mont-Carmel aux XVIIe et XVIIIe siècles.
- Général René Bonnet de La Tour - Philippe de Bonnet de Viller - Histoire de la famille Bonnet - (1996).
- Des nobles à Démouville. Histoire de la famille Bonnet. CDRE 2013.